# Szczukowskie Górki
Szczukowskie Górki – wieś w Polsce położona w województwie świętokrzyskim, w powiecie kieleckim, w gminie Piekoszów.
W latach 1975–1998 miejscowość administracyjnie należała do województwa kieleckiego.
Przez miejscowość przebiega droga ekspresowa S7 i droga wojewódzka nr 786.
Przez wieś przechodzi linia kolejowa Kielce Główne – Fosowskie. Dojazd z Kielc zapewniają autobusy komunikacji miejskiej linii 18. Przy szkole podstawowej w Górkach Szczukowskich, znajduje się klub sportowy Victoria. We wsi urodziła się poetka ludowa Rozalia Grzegorczyk.